# Baneo en la sombra
El bloqueo en la sombra (del inglés shadow ban o shadow banning), o supresión disimulada, se trata de una forma de bloqueo o restricción disimulada y generalmente provisional en redes sociales en internet y comunidades en línea, con el propósito de ocultar contenido que sube un usuario a su cuenta mediante diferentes métodos, dependiendo del funcionamiento de cada servicio. Por ejemplo, es una práctica común ocultar una cuenta de usuario, comentario, fotografía, vídeo o cualquier otro tipo de contenido a modo de que no sea visible para otros usuarios.
La CEO de X Linda Yaccarino introdujo el concepto de "libertad de expresión, no libertad de alcance" al argumentar el enfoque de X sobre la "moderación". Esta política implica que los usuarios que publiquen narrativas que no gusten o interesen a la empresa serán etiquetados, y posiblemente desmonetizados para dicho contenido y su visibilidad en la plataforma se reducirá o ininvisibilizará. En este caso la preocupación de los defensores de la libertad de expresión radica en que esta estrategia de etiquetado y degradación o anulación de contenido puede llevar rápidamente a la censura casi absoluta de los contenidos que no interesan a la empresa.
Esta práctica es utilizada en muchas redes sociales y a menudo se justifica con la intención de «mejorar la experiencia del usuario» u «obtener más retención de audiencia». Incluso en el caso de la red social YouTube, este mismo puede ser utilizado por los propios creadores de contenido permitiendo al creador tomar un mejor control de la audiencia que comenta sus vídeos, pudiendo «ocultar» a un usuario si así lo cree oportuno.
Es conocido y utilizado como un tipo de censura en Internet. Los criterios invocados para suprimir de este modo a un usuario varían de sitio a sitio, pero por lo general se suprimen contenidos que si bien no ameritan ser eliminados ni se justifica el cierre de la cuenta del usuario que lo publicó, puede provocar controversias o ser catalogado como «molesto» o «polémico». Un ejemplo de esto ocurre en los comentarios de Youtube, donde el usuario cree que su comentario quedó publicado, pero sin embargo únicamente él lo ve, pero a los demás usuarios no se le muestra. El usuario que está en esa situación es engañado porque piensa que su comentario es visto por otros y sin embargo no es notificado de la situación real de la supresión de su mensaje ni tampoco la razón por la cual éste fue suprimido.  
Pese a ser conocido como un tipo de censura, también es una parte fundamental para el funcionamiento de las redes neuronales de estas plataformas. Estas están basadas en la ocultación o sobreexposición de información para obtener la máxima interacción tendiente a una mejor retención de audiencia por parte del usuario, dejando atrás la legitimidad o relevancia real del contenido mostrado,  y aportando más visibilidad al tráfico web que ha recibido más interacción o ha sido pagado por ser visionado.

## Historia
A mediados de la década de 1980, los foros de BBS, incluido el software Citadel BBS, tenían un "twit bit" para usuarios problemáticos que, cuando estaba habilitado, limitaba el acceso del usuario y les permitía leer discusiones públicas; sin embargo, cualquier mensaje publicado por ese "tonto" no sería visible para los otros miembros de ese grupo.
Se cree que el término "prohibición en la sombra" se originó con moderadores en el sitio web Something Awful en 2001, aunque la función solo se usó breve y escasamente.
Michael Pryor de Fog Creek Software describió la prohibición sigilosa de los foros en línea en 2006 y dijo cómo se implementó un sistema de este tipo en el sistema de gestión de proyectos FogBugz, "para resolver el problema de cómo hacer que la persona se vaya y te deje en paz". Además de evitar que los usuarios problemáticos participen en guerras de llamas, el sistema también desalentó a los spammers, quienes si volvían al sitio tendrían la falsa impresión de que su spam todavía estaba en su lugar. The Verge lo describe como "uno de los trucos de moderación más antiguos del libro", señalando que las primeras versiones de vBulletin tenían una lista global de ignorados conocida como "Tachy going to Coventry", como en la expresión británica "to send another to Coventry", que significa ignorarlos y fingir que no existen.
Una actualización de 2012 de Hacker News introdujo un sistema de "prohibición infernal" para el spam y el comportamiento abusivo.
Al principio, Reddit implementó una función similar, inicialmente diseñada para abordar las cuentas de spam. En 2015, Reddit agregó una función de suspensión de cuentas que supuestamente reemplazó sus shadowbans en todo el sitio, aunque los moderadores aún pueden bloquear disimuladamente a los usuarios de sus subreddits individuales a través de su configuración de AutoModerator. A un usuario de Reddit se le prohibió en la sombra accidentalmente durante un año en 2019, posteriormente se puso en contacto con el soporte y sus comentarios fueron restaurados.
Un estudio de tuits escritos en un período de un año durante 2014 y 2015 encontró que más de un cuarto de millón de tuits habían sido censurados en Turquía a través de la prohibición en la sombra. También se descubrió que Twitter, en 2015, tenía tuits prohibidos en la sombra que contenían documentos filtrados en los EE. UU.
También se sabe que Craigslist hace "fantasmas" los anuncios individuales de un usuario, por lo que este recibe un correo electrónico de confirmación y puede ver el anuncio en su cuenta, pero el anuncio no aparece en la página adecuada de categoría.
En 2016, se descubrió que WeChat había prohibido, sin previo aviso, publicaciones y mensajes que contenían ciertas palabras clave.
En 2017, el fenómeno se hizo patente en Instagram, con publicaciones que incluían etiquetas específicas que no aparecían cuando esas etiquetas se usaban en las búsquedas.

## Casos notables
La red de mensajería instantánea WeChat fue denunciada en 2016 por el Citizen Lab, de la Escuela Munk de Asuntos Globales de la Universidad de Toronto, por ocultar mensajes y contenido a sus usuarios en China con base a ciertas palabras que fueron bloqueadas por la compañía bajo sus propios criterios.
La red social Instagram fue acusada de suprimir disimuladamente mensajes subidos con ciertos hashtags, a usuarios que exceden un máximo de comentarios o «me gusta» en contenido, «seguir» o «dejar de seguir» cuentas por hora o compran «seguidores» que funcionan como bots, entre otros.
En 2018, el portal de noticias Vice News informó de una investigación propia según la cual algunas cuentas de personas vinculadas al Partido Republicano de Estados Unidos ya no aparecían en el menú desplegable de autocompletar en las búsquedas de Twitter, considerándolo de esta manera como un tipo de supresión disimulada.
Durante la pandemia de COVID-19 del año 2020 surgieron muchas teorías conspirativas en las redes sociales. Esto provocó que Twitter y otras redes usasen el mismo método, específicamente con las etiquetas #FilmYourHospital, #GatesHacked y #Plandemic.[cita requerida]
Algunos usuarios de la plataforma YouTube se han quejado en diversas plataformas como Quora o Reddit de que YouTube les borra sus comentarios sin previo aviso, además de ocultar sus "me gusta" o borrar videos de la sección de "Favoritos" o "Ver más tarde", no borrándolos literalmente, sino haciéndolos desaparecer de las listas. De esta manera, YouTube controla lo que el usuario consume y lo que comenta.

## Uso del término en español
La palabra ban es un anglicismo utilizado comúnmente dentro de la jerga informática. La Fundación del Español Urgente sugiere el uso del término suspender, prohibir, excluir, vetar, denegar o restringir dependiendo del contexto en lugar del neologismo banear.